# Филип Макдоналд
Филип Макдоналд (на английски: Philip MacDonald) е британски писател на бестселъри в жанра трилър и дългогодишен сценарист в Холивуд. Писал е и под псевдонимите Оливър Флеминг, Антъни Лоулес, Мартин Порлок, В. Дж. Стюарт и Уорън Стюарт.

## Биография и творчество
Филип Макдоналд е роден на 5 ноември 1899 г. в Лондон, Англия, в семейството на актрисата Констанс Робъртсън и писателя Роналд Макдоналд. Внук е на писателя Доналд Макдоналд. След завършване на училище влиза в армията и по време на Първата световна война е участвал в британската кавалерия в Месопотамия, а по-късно обучава коне за армията.
Закърмен с литературата и писането от малък той започва да твори. Първите му две книги са в съавторство с баща му и са под псевдонима Оливър Флеминг.
През 1924 г. издава първия си трилър „Мистерията в Абътшал“ от своята най-популярна серия криминални романи „Антъни Гетрин“.
През 1931 г. се жени за писателката Ф. Рут Хауърд и се мести в Холивуд, където започва активна работа като сценарист за киното, радиото и телевизията.
Филип Макдоналд е един от класическите автори на детективски романи. Повечето от тях, и особено тези за полковник Антъни Гетрин са от жанра „мистерията на заключената стая“. Трилърът му „X v. Rex“ е първият роман в криминалния жанр със сюжет за разследване на сериен убиец.
През 1953 г. и през 1956 г. получава наградата „Едгар Алън По“ от Асоциацията на писателите на криминални романи на Америка за своите разкази „Something to Hide“ и „Dream No More“.
Филип Макдоналд умира 10 декември 1980 г. в Уудланд Хил, Лос Анджелис, Калифорния, САЩ.

## Произведения

### Произведения написани под псевдонима Оливър Флеминг

#### Самостоятелни романи – в съавторство с Роналд Макдоналд
- Ambrotox and Limping Dick (1920)
- The Spandau Quid (1923)

### Произведения написани като Филип Макдоналд

#### Серия „Антъни Гетрин“ (Anthony Gethryn)
1. Мистерията в Абътшал, The Rasp (1924)
2. The White Crow (1928)
3. The Link (1930)
4. The Noose (1930)
5. The Choice (1931) – издадена и като „The Polferry Mystery“
6. The Wraith (1931)
7. The Crime Conductor (1932)
8. Rope to Spare (1932)
9. Death On My Left (1933)
10. The Nursemaid Who Disappeared (1938) – издадена и като „Warrant for X“
11. The List of Adrian Messenger (1960)

#### Самостоятелни романи
- Queen's Mate (1926)
- Patrol (1927) – издадена и като „The Lost Patrol“
- Likeness of Exe (1929)
- Rynox (1930) – издадена и като „The Rynox Murder“ и „The Rynox Mystery“
- Murder Gone Mad (1931)
- The Maze (1932) – издадена и като „Persons Unknown“
- R.I.P. (1933) – издадена и като „Menace“
- The Dark Wheel (1948) – в съавторство с A. Бойд Корел, – издадена и като „Sweet and Deadly“
- Fingers of Fear (1953) – издадена и като „Something to Hide”
- The Man out of the Rain (1955)
- Guest in the House (1956) – издадена и като „No Time for Terror“
- Death and Chicanery (1963)

#### Сборници с включени разкази на писателя
- When Churchyards Yawn (1931)
- A Century of Creepy Stories (1934)
- The Great Book of Humour (1935)
- Alfred Hitchcock Presents (1957)
- The 2nd Pan Book of Horror Stories (1960)

#### Разкази
- His Mother's Eyes (1927)
- Our Feathered Friends (1931)
- Ten O'Clock (1931)
- Malice Domestic (1946)
- The Wood for the Trees (1947)
- The Green-and-Gold String (1948)
- Two Exploits of Harry the Hat: The Absence of Tonathal et Sheep's Clothing (1949)
- Private – Keep Out ! (1949)
- Love Lies Bleeding (1950)
- Something to Hide (1953)
- The Man out of Rain (1954)
- The Unexpected Battler (1955)
- The Elephant's Head (1955)
- Dream No More (1956)
- Trial by Tiger (1956)
- Impossible Accident (1958)
- The Beautiful Horse Thief (1960)
- In the Course of Justice (1960)
- Too Much Heart (1961)
- Some Special Star (1962)
- The Star of Starz (1973)

### Произведения написани под псевдонима Антъни Лоулес

#### Романи
- Harbour (1931)
- Moonfisher (1931)

### Произведения написани под псевдонима Мартин Порлок

#### Романи
- Mystery at Friar's Pardon (1931) – издадена и като „Escape“
- Mystery in Kensington Gore (1932)
- X v. Rex (1933) – издадена и като „The Mystery of Mr.“ и „Mystery of the Dead Police“

### Произведения написани под псевдонима В.Дж. Стюарт

#### Романи
- Forbidden Planet (1956)

### Произведения написани под псевдонима Уорън Стюарт

#### Романи
- The Sword and the Net (1941)

### Филмография
участие като сценарист, като автор на историята, или екранизация по неговите произведения
- 1929 Lost Patrol (по романа „Patrol“)
- 1930 Raise the Roof
- 1932 The Rasp
- 1932 Rynox (по романа)
- 1932 The Star Reporter
- 1932 Hotel Splendide
- 1932 C.O.D.
- 1934 The Lost Patrol (по романа „Patrol“)
- 1934 The Mystery of Mr. X (по романа)
- 1934 Charlie Chan in London
- 1934 Menace
- 1934 Limehouse Blues
- 1935 Mystery Woman
- 1935 Charlie Chan in Paris
- 1935 The Bride of Frankenstein
- 1935 The Last Outpost
- 1936 Ourselves Alone
- 1936 The Princess Comes Across
- 1936 Yours for the Asking
- 1937 Who Killed John Savage? (по романа „Rynox“)
- 1938 Mysterious Mr. Moto
- 1939 Mr. Moto's Last Warning
- 1939 The Nursemaid Who Disappeared (по романа)
- 1939 Blind Alley
- 1939 A Gentleman's Gentleman
- 1939 Mr. Moto Takes a Vacation
- 1940 Rebecca
- 1942 Whispering Ghosts
- 1942 Nightmare
- 1943 Sahara
- 1944 Action in Arabia
- 1944 Strangers in the Night
- 1945 The Body Snatcher
- 1945 Dangerous Intruder
- 1947 Love from a Stranger
- 1948 The Dark Past
- 1950 Danger (ТВ сериал)
- 1950 The Man Who Cheated Himself
- 1951 Circle of Danger (по романа „White Heather“)
- 1951 Mask of the Avenger
- 1952 Lights Out (ТВ сериал)
- 1952 The Hour of 13 (по романа „X v. Rex – Mystery of the Dead Police“)
- 1952-1955 Schlitz Playhouse (ТВ сериал)
- 1954 The Mask (ТВ сериал)
- 1954 Ring of Fear
- 1954 Tobor the Great
- 1956 Celebrity Playhouse (ТВ сериал)
- 1956 Screen Directors Playhouse (ТВ сериал)
- 1956 23 Paces to Baker Street (по романа „Warrant for X“)
- 1956 Robert Montgomery Presents (ТВ сериал)
- 1957 Alfred Hitchcock Presents (ТВ сериал)
- 1957 Richard Diamond, Private Detective (ТВ сериал)
- 1958 Jane Wyman Presents The Fireside Theatre (ТВ сериал)
- 1958 Perry Mason (ТВ сериал)
- 1959 G.E. True Theater (ТВ сериал)
- 1959 Five Fingers (ТВ сериал)
- 1957-1960 Wagon Train (ТВ сериал)
- 1960-1961 Thriller (ТВ сериал)
- 1961 Riverboat (ТВ сериал)
- 1962 Alcoa Premiere (ТВ сериал)
- 1963 The List of Adrian Messenger
- 1971 The Virginian (ТВ сериал)
- 1995 Sahara (ТВ филм)